# Lista di demoni nella goezia
Questa voce riporta una lista dei 72 demoni descritti nella Ars goetia (spesso chiamata semplicemente "goetia" o "goezia"), testo che costituisce la prima sezione del grimorio anonimo del Seicento Piccola Chiave di Salomone.

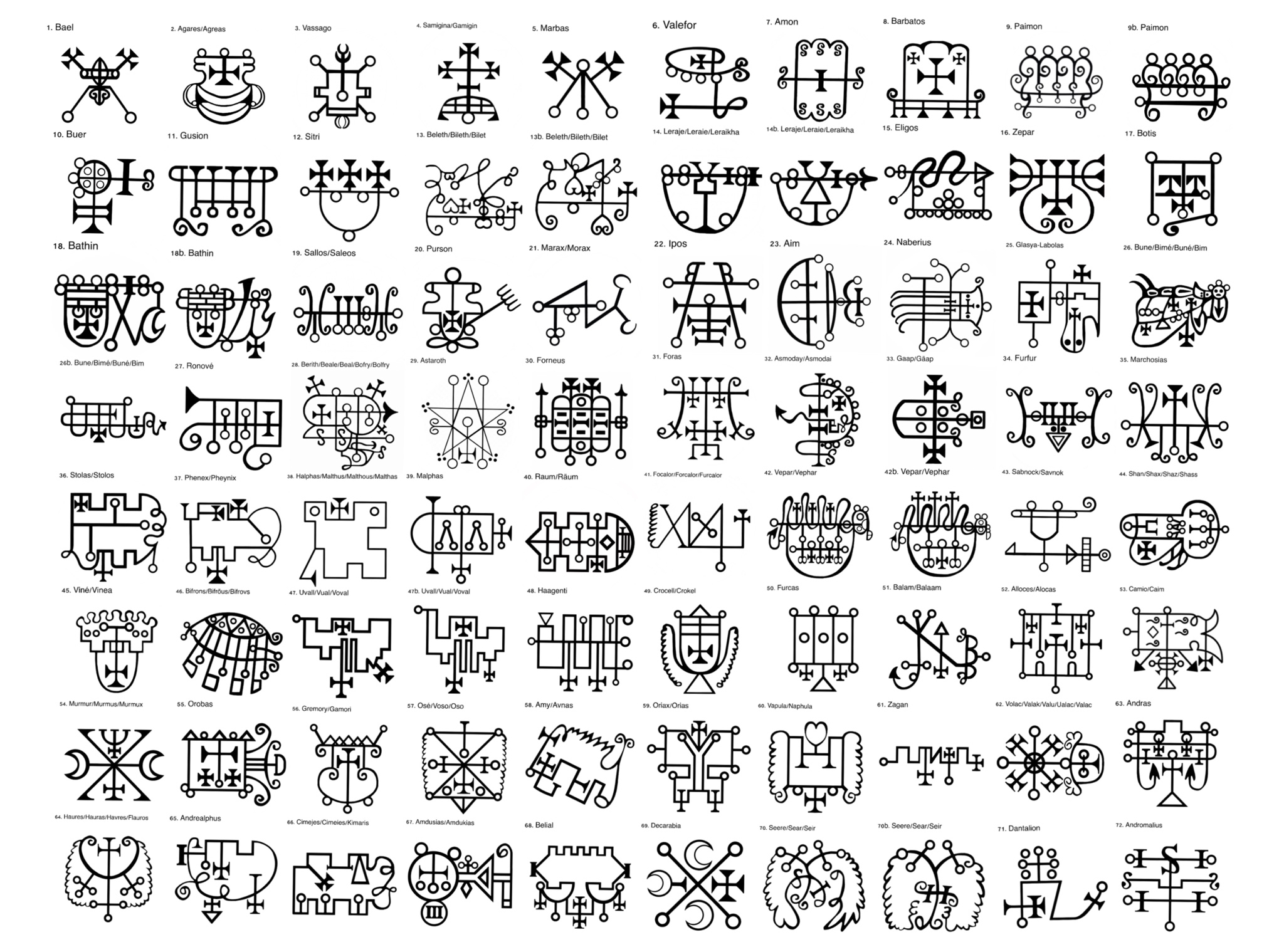
I sigilli dei 72 demoni come compaiono nella Piccola Chiave di Salomone. Per alcuni demoni compare più di un sigillo.

I nomi dei demoni riportati nella Ars Goetia, differiscono dall'opera di contenuto simile Pseudomonarchia Daemonum di Johann Weyer: a causa delle molteplici traduzioni, per alcuni nomi esistono molteplici grafie, spiegate più in dettaglio nelle voci che li riguardano. L'unico demonio che appare nella Pseudomonarchia Daemonum ma non nell'Ars Goetia è Pruflas.
Un altro libro che riporta una descrizione di demoni è il Dizionario infernale (Dictionnaire Infernal) di Jacques Auguste Simon Collin de Plancy, pubblicato per la prima volta nel 1818.
Si ritiene che i 72 angeli dello Shem HaMephorash siano forze opposte e equilibratrici nei confronti di questi demoni.

## Demoni

### Re
Secondo il Grand Grimoire, Baal (o Bael) è il capo dei poteri infernali. È anche il primo demonio elencato nella Pseudomonarchia daemonum di Wierus. Secondo Wierus, Bael è il primo re dell'Inferno con tenute a est. Ha tre teste: di un rospo, di un uomo e di un gatto. Parla anche con una voce rauca, ma ben formata, e comanda 66 legioni. Bael insegna l'arte dell'invisibilità e potrebbe essere l'equivalente di Baal o Baalzebub, uno dei Sette principi dell'Inferno.
Paimon (anche Paimonia, Paymon) è uno dei Re dell'Inferno, più obbediente a Lucifero di altri re, e ha duecento legioni di demoni sotto il suo governo. Ha una grande voce e ruggisce non appena arriva, parlando in questo modo per un po' finché il mago non lo costringe e poi risponde chiaramente alle domande che gli vengono poste. Quando un evocatore invoca questo demonio deve guardare verso nord-ovest, la direzione della casa di Paimon, e quando Paimon appare deve essere autorizzato a chiedere all'evocatore cosa desidera e ottenere una risposta, per ottenere lo stesso da lui. Paimon insegna tutte le arti, le filosofie e le scienze, e le cose segrete; può rivelare tutti i misteri della Terra, del vento e dell'acqua, cos'è la mente e dove si trova, e tutto ciò che l'evocatore desidera sapere. Lega gli uomini alla volontà dell'evocatore. Se Paimon viene citato da solo, deve essere fatto un sacrificio, e lui lo accetterà, anche se la natura precisa del dono non è chiara; quindi due re chiamati Beball (Bebal o Labal) e Abalam (Abalim) andranno da lui insieme ad altri spiriti, spesso venticinque legioni; ma questi altri spiriti non vengono sempre a meno che l'evocatore non li invochi.

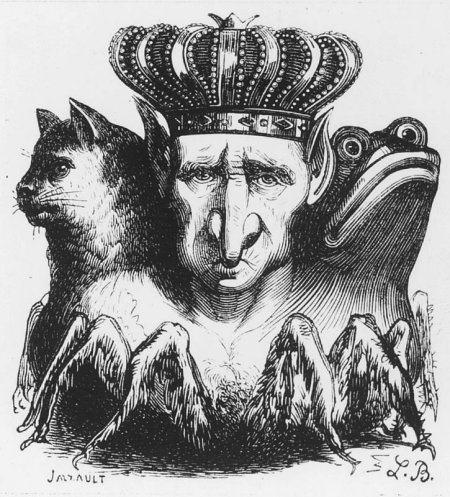
Bael come raffigurato nel Dizionario Infernale

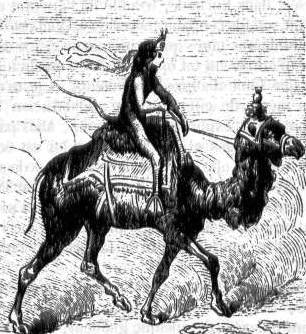
Paimon come raffigurato nel Dizionario Infernale, edizione del 1863

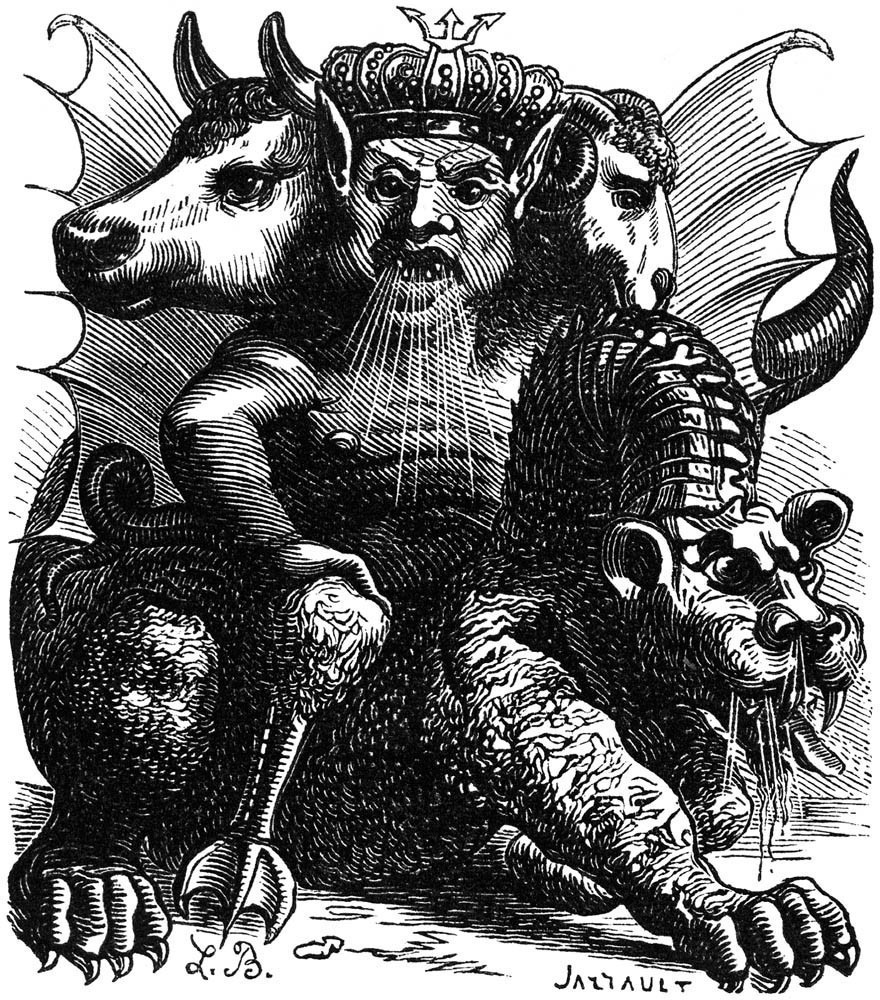
Asmodeus come raffigurato nel Dizionario Infernale

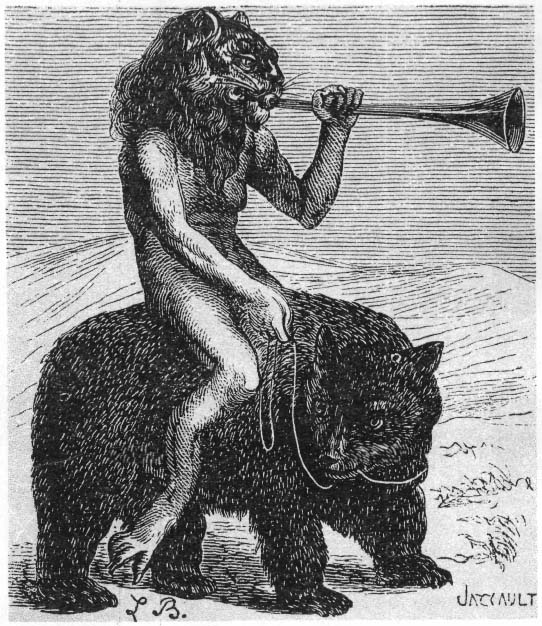
L'immagine di Purson in The Goetia di Mathers corrisponde all'illustrazione di Pruflas dal Dizionario infernale

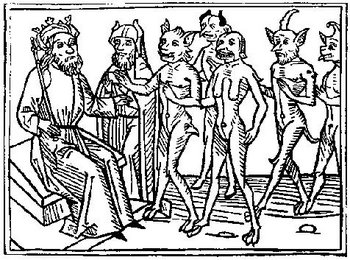
Un'incisione in legno di Belial e alcuni dei suoi seguaci dal libro Buche Belial (1473) di Giacomo da Teramo

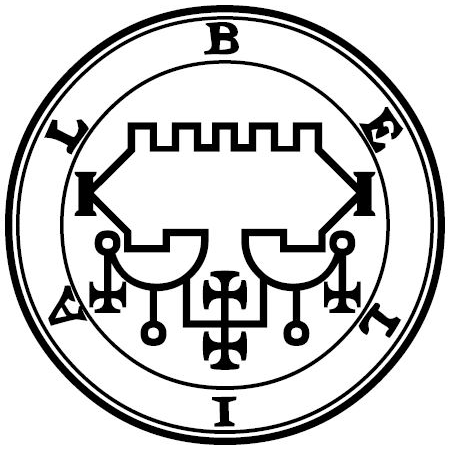
Il sigillo di Belial secondo lArs Goetia

Paimon è raffigurato come un uomo dal volto effeminato, che indossa una corona preziosa e cavalca un dromedario. Davanti a lui spesso cammina una schiera di demoni con la forma di uomini, che suonano trombe, cembali e qualsiasi altro tipo di strumento musicale.
Beleth (scritto anche Bilet, Bileth e Byleth) è un potente e terribile re dell'Inferno, che ha ottantacinque legioni di demoni sotto il suo comando. Cavalca un cavallo da guerra e ogni tipo di musica si sente davanti a lui, secondo la maggior parte degli autori di demonologia e i grimori più noti. Secondo Pseudomonarchia Daemonum, Cam, figlio di Noè, fu il primo a invocarlo dopo il diluvio e scrisse un libro di matematica con il suo aiuto.
Quando appare, sembra molto feroce per spaventare il mago o per vedere se è coraggioso. Il mago deve essere coraggioso e, tenendo in mano una bacchetta di nocciolo, deve disegnare un triangolo colpendo verso sud, est e verso l'alto e comandare Beleth di farlo tramite alcune invocazioni.
Se non obbedisce, il mago deve ripetere tutte le minacce pronunciate dalle invocazioni. Quindi, Beleth obbedirà e farà tutto ciò che gli viene comandato, ma il mago deve essere rispettoso e rendere omaggio a Beleth per il suo rango e tenere un anello d'argento nel dito medio della mano sinistra contro il suo viso, come è uso dei re e dei principi infernali davanti ad Amaymon.
Beleth dà tutto l'amore degli uomini e delle donne che gli viene comandato finché il mago non è soddisfatto.
Purson (anche Curson, Pursan) è un Grande Re dell'Inferno, servito e obbedito da ventidue legioni di demoni. Non è da confondere con Corson.
Conosce cose nascoste, può trovare tesori e racconta passato, presente e futuro. Prendendo un corpo umano o aereo risponde veramente di tutte le cose segrete e divine della Terra e della creazione del mondo. Purson è raffigurato come un uomo con la faccia di un leone, che porta una feroce vipera nella sua mano e cavalca un orso. Davanti a lui, si possono udire molte trombe suonare. Questo demonio suona trombe interne e si crede sia collegato al rivelatore dell'Anticristo.
Asmodeus (anche Ashmodai, Asmodeus, Asmody, Asmoday) appare come il re Asmoday nell'Ars Goetia, dove si dice che abbia un sigillo in oro ed è elencato come numero trentadue in base al rispettivo grado. Egli "è forte, potente e appare con tre teste; la prima è come un toro, la seconda come un uomo e la terza come un ariete o una capra; la coda di un serpente e dalla sua bocca escono fiamme di fuoco". Inoltre, siede su un drago infernale, tiene una lancia con uno stendardo e tra le Legioni di Amaymon, Asmoday governa settantadue legioni di spiriti inferiori.
(Re/Conte) Vine (anche Viné, Vinea) è un conte e anche un re dell'Inferno, al comando di trentasei legioni di demoni. Può dire presente, passato e futuro, scoprire streghe e cose nascoste, creare tempeste e rendere l'acqua agitata per mezzo di esse e anche abbattere muri e costruire torri. Questo demonio è raffigurato come un leone che tiene un serpente in mano e cavalca un cavallo nero. L'etimologia del suo nome sembra essere la parola latina vinea, "vite", che è anche il nome dato a un'antica macchina da guerra fatta di legno e ricoperta di cuoio e rami, usata per abbattere muri.
 Balam (anche Balaam, Balan) è un grande e potente re dell'Inferno che comanda oltre quaranta legioni di demoni. Fornisce risposte perfette su cose passate, presenti e future e può anche rendere gli uomini invisibili e spiritosi. Balam è raffigurato con tre teste. Una testa è la testa di un toro, la seconda di un uomo e la terza di un ariete. Ha occhi fiammeggianti e la coda di un serpente. Porta un falco sul pugno e cavalca un forte orso. Altre volte, è rappresentato come un uomo nudo che cavalca un orso. Il suo nome sembra essere stato preso da Balaam, il mago biblico.
 (Re/Presidente) Zagan (anche Zagam) è un Grande Re e Presidente dell'Inferno, al comando di trentatré legioni di demoni. Rende gli uomini arguti; può anche trasformare il vino in acqua, l'acqua in vino e il sangue in vino (secondo Pseudomonarchia Daemonum il sangue in olio, l'olio in sangue e uno stolto in un uomo saggio). Un altro dei suoi poteri è quello di trasformare i metalli in monete realizzate con quel metallo (ad esempio, l'oro in una moneta d'oro, il rame in una moneta di rame, ecc.). Zagan è raffigurato come un toro con le ali di grifone che dopo un po' si trasforma in un uomo.
 Belial (anche Belhor, Baalial, Beliar, Beliall, Beliel) è elencato come il sessantottesimo spirito della Piccola chiave di Salomone. È un Re dell'Inferno con 80 legioni di demoni e 50 legioni di spiriti sotto il suo comando. Fu creato come il primo, dopo Lucifero. Gli devono essere presentate offerte, sacrifici e doni, altrimenti non darà vere risposte alle richieste.

### Duchi

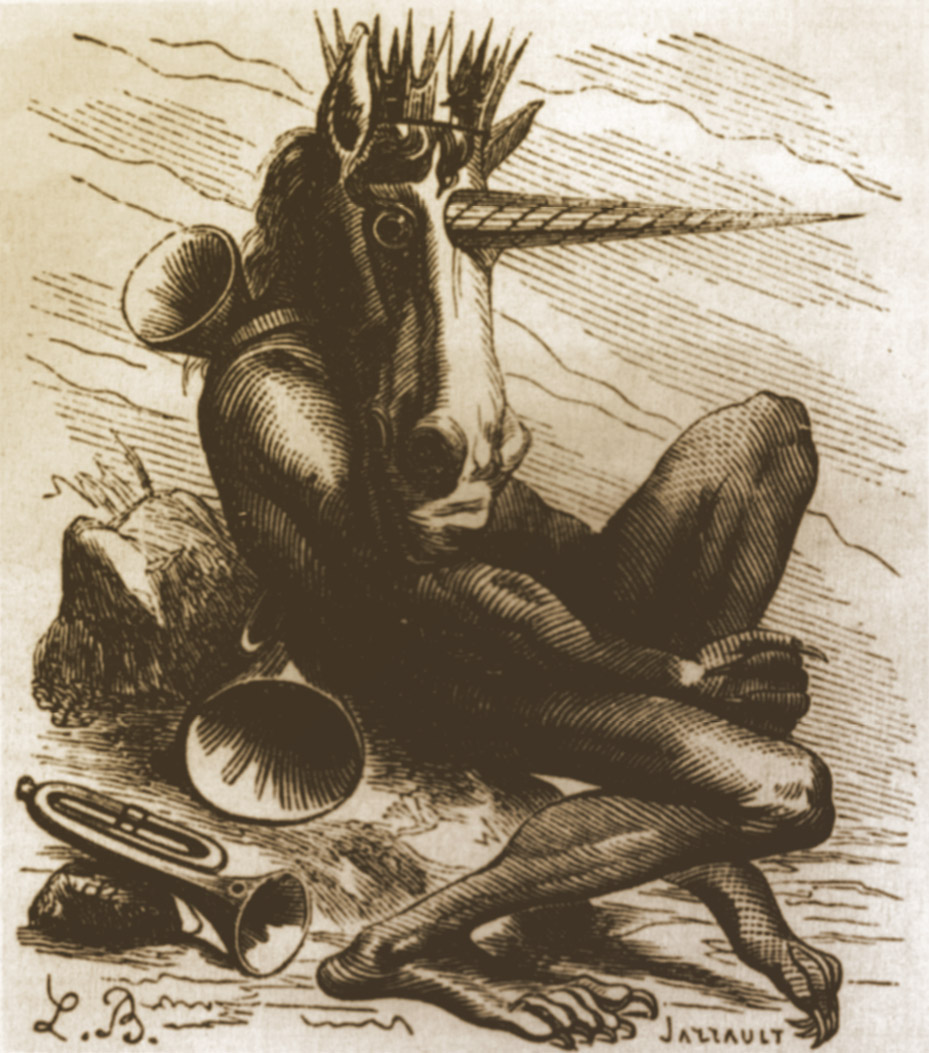
Amduscias
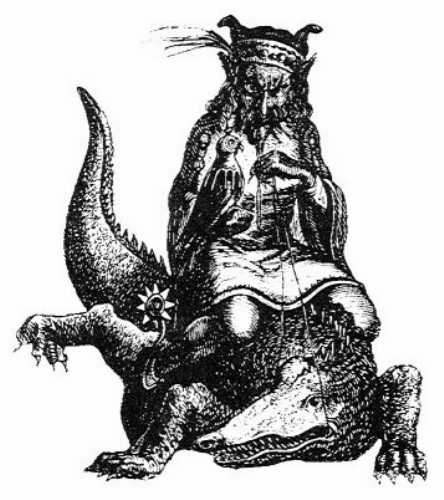
Agares come raffigurato nel Dizionario infernale, edizione del 1863
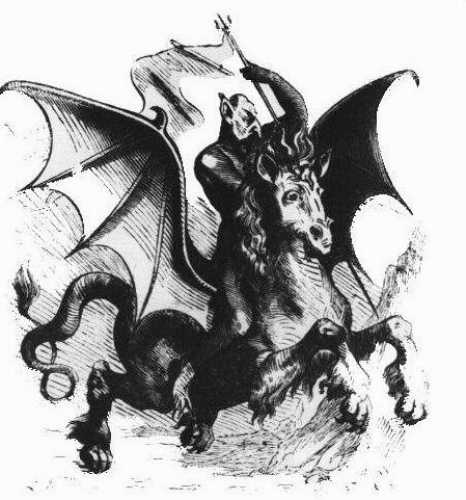
Eligo (Abigor) come raffigurato nel Dizionario infernale, edizione del 1863
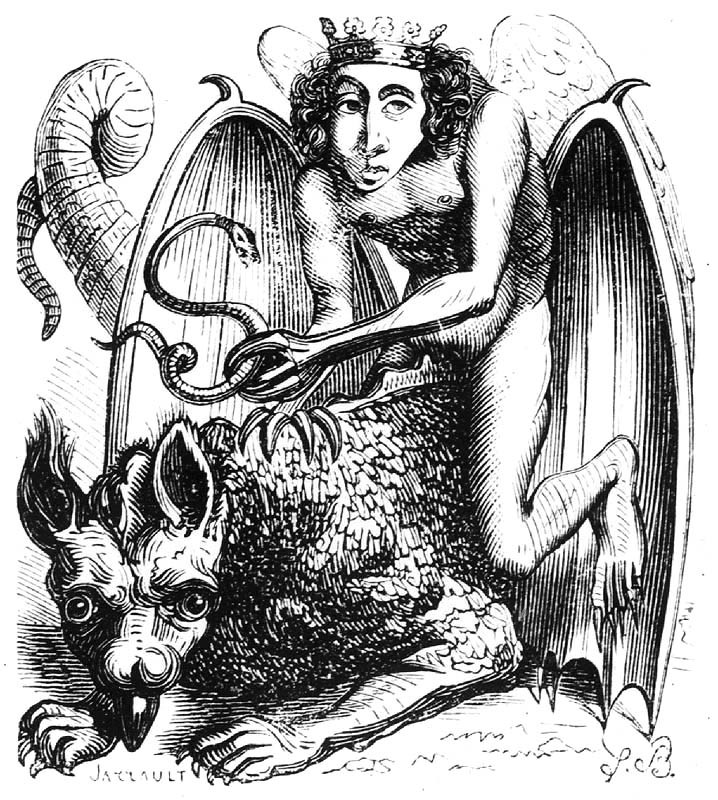
Astaroth come raffigurato nel Dizionario infernale (1818)
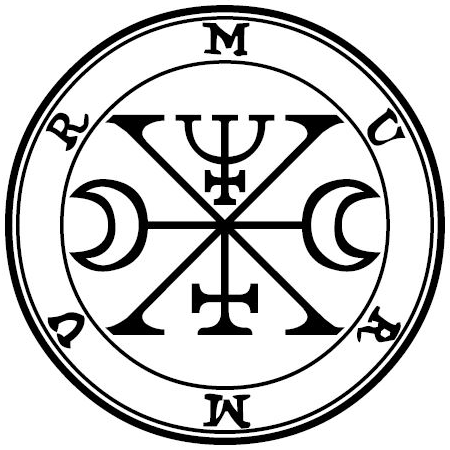
Il sigillo di Murmur secondo la Ars Goetia

Amdusias (anche Amduscias, Amdukias o Ambduscias) ha ventinove legioni di demoni e spiriti sotto il suo comando. È raffigurato come un umano con artigli al posto di mani e piedi, la testa di un unicorno e una tromba per simboleggiare la sua voce potente. Amdusias è associato al tuono e si dice che la sua voce venga udita durante le tempeste. Secondo altre fonti è accompagnato dal suono delle trombe quando arriva e terrà concerti se comandato, ma mentre tutti i suoi tipi di strumenti musicali possono essere uditi, non possono essere visti. È considerato il demonio responsabile della musica cacofonica che viene suonata all'Inferno. Può far piegare gli alberi a piacimento.
Agares (o Agreas), governa la zona orientale dell'Inferno ed è servito da trentuno legioni di demoni. Può far tornare indietro i fuggitivi e far scappare coloro che restano fermi, trovando piacere nell'insegnare espressioni immorali. Ha anche il potere di distruggere dignità, sia temporali che soprannaturali. È raffigurato come un vecchio pallido che cavalca un coccodrillo.
Valefar (o Malaphar, Malephar, Valafar, Valefor) è un Duca dell'Inferno. Induce le persone a rubare ed è responsabile di una buona relazione tra i ladri. Valefar è considerato un buon famiglio dai suoi soci "finché non vengono catturati nella trappola". Comanda dieci legioni di demoni. È rappresentato come un leone con la testa di un uomo o come un leone con la testa di un asino.
Barbatos è un conte e Duca dell'Inferno, governa trenta legioni di demoni e ha quattro re come suoi compagni per comandare le sue legioni. Dà la comprensione delle voci degli animali, dice passato e futuro, concilia amici e governanti e può condurre gli uomini a tesori nascosti che sono stati nascosti dall'incantesimo dei maghi. Il suo nome sembra derivare dal latino barbatus, "barbuto", "vecchio".
Augusyon (anche Gusoin, Gusoyn) è un forte Gran Duca dell'Inferno e governa quaranta legioni di demoni. Racconta tutte le cose passate, presenti e future, mostra il significato di tutte le domande che gli vengono poste, riconcilia gli amici e dà onore e dignità. È raffigurato come un babbuino o secondo alcuni, nella forma di uno "Xenopilus".
Eligos è un Gran Duca dell'Inferno, governa sessanta legioni di demoni. Scopre cose nascoste e conosce il futuro delle guerre e come i soldati dovrebbero incontrarsi. Attrae anche il favore di signori, cavalieri e altre persone importanti. È raffigurato nella forma di un bravo cavaliere che porta una lancia, un'insegna e un serpente. La Pseudomonarchia Daemonum nomina il suo alias come Abigor o Eligor.
Zepar è un Gran Duca dell'Inferno. Comanda ventisei legioni di spiriti inferiori. Il suo ufficio è quello di far sì che le donne amino gli uomini e di unirli nell'amore. Rende sterili le donne. È raffigurato con abiti rossi e un'armatura, come un soldato.
Bathin (o Bathym, Mathim, Marthim) è un Duca (Gran Duca secondo la Pseudomonarchia Daemonum) dell'Inferno, che ha sotto il suo comando trenta legioni di demoni. Conosce le virtù delle pietre preziose e delle erbe e può portare gli uomini all'improvviso da un paese all'altro. Aiuta a raggiungere la proiezione astrale e ti porta ovunque tu voglia andare. È raffigurato come un uomo forte con la coda di un serpente, che cavalca un cavallo pallido.
Saleos (anche Sallos e Zaleos) è un potente Gran Duca (un Gran Conte secondo Johann Weyer) dell'Inferno, che governa trenta legioni di demoni, sebbene Weyer non menzioni nulla riguardo alle legioni sotto il suo comando. È di natura pacifista e fa sì che gli uomini amino le donne e le donne amino gli uomini. È raffigurato come un soldato valoroso e affascinante, che indossa una corona ducale e cavalca un coccodrillo.
Aim (anche Aym o Haborym) è un Gran Duca dell'Inferno, molto forte, e governa ventisei legioni di demoni. Incendia città, castelli e grandi luoghi, rende gli uomini spiritosi in tutti i modi e dà risposte vere su questioni private. È raffigurato come un uomo (bello per alcune fonti), ma con tre teste, una di serpente, la seconda di uomo e la terza di gatto per la maggior parte degli autori, anche se alcuni dicono di vitello, cavalca una vipera e porta in mano un tizzone acceso con cui incendia le cose richieste.
Buné è un Gran Duca dell'Inferno, potente e forte, che ha trenta legioni di demoni sotto il suo comando. Cambia il posto dei morti e li trasforma in demoni che sono sotto il suo potere per radunarsi su quei sepolcri. Buné rende gli uomini eloquenti e saggi, e dà risposte vere alle loro richieste e anche ricchezza. Parla con una voce acuta e gradevole. Buné è raffigurato come un drago a tre teste, essendo le sue teste come quelle di un cane, un grifone e un uomo (anche se secondo alcuni grimori ha due teste come un drago e la terza come un uomo).
Berith (anche Baal-berith) è un Gran Duca dell'Inferno, potente e terribile, e ha ventisei legioni di demoni sotto il suo comando. Racconta cose del passato, del presente e del futuro con risposte vere; può anche trasformare tutti i metalli in oro, dare dignità agli uomini e confermarle. Parla con voce chiara e sottile e, come raccontato in Illustrated Goetia di Aleister Crowley, è un bugiardo quando non risponde alle domande. È raffigurato come un soldato che indossa abiti rossi, una corona d'oro e cavalca un cavallo rosso. I libri sull'argomento raccontano che viene chiamato a seconda di chi lo invoca, essendo chiamato Berith dagli ebrei (vedi sotto). Secondo alcuni demonologi del XVI secolo, il suo potere è più forte a giugno, mentre secondo Sebastien Michaelis suggerisce omicidio e bestemmia e il suo avversario è San Barnaba. Il suo nome è stato sicuramente preso da Ba'al Berith, una forma di Baal adorata a Berith (Beirut), in Fenicia. "Berith" è la parola ebraica per patto, ha avuto origine dalla parola accadica (babilonese) "Biritu" che significa "incatenare" o "legare".
Astaroth (anche Ashtaroth, Astarot e Asteroth) è menzionato nella Piccola Chiave di Salomone come un demonio molto potente che comanda 40 legioni di demoni.

Il sigillo di Astaroth, come raffigurato nella Piccola Chiave di Salomone

Nell'arte, nel Dizionario infernale, Astaroth è raffigurato come un uomo nudo con ali piumate, che indossa una corona, tiene un serpente in una mano e cavalca una bestia con ali da drago e una coda da serpente. Secondo Sebastien Michaelis è un demonio della Prima Gerarchia, che seduce per mezzo di pigrizia, vanità e filosofie razionalizzate. Il suo avversario è San Bartolomeo, che può proteggere da lui perché ha resistito alle tentazioni di questo demonio. Agli altri insegna scienze matematiche e artigianato, può rendere gli uomini invisibili e condurli a tesori nascosti e risponde a ogni domanda che gli viene formulata. Si diceva anche che desse agli esseri mortali il potere sui serpenti. Il suo nome è probabilmente tratto dalla dea Asherah o Astarte.
Focalor (anche Forcalor, Furcalor) è un potente Gran Duca dell'Inferno, al comando di tre o trenta legioni di spiriti. Focalor è menzionato nella Piccola Chiave di Salomone come il quarantunesimo dei 72 demoni goetici. Secondo il grimorio: Focalor appare sotto forma di un uomo con ali di grifone, uccide uomini, li annega e rovescia navi da guerra; ma se comandato dal mago non danneggerà nessun uomo o cosa. Focalor ha potere sul vento e sul mare e aveva sperato di tornare in cielo dopo mille anni, ma è stato ingannato nella sua speranza.
Vepar (anche Separ, Vephar) è un potente Gran Duca dell'Inferno e governa ventinove legioni di demoni. Governa le acque e guida navi corazzate cariche di munizioni e armi; può anche rendere, se richiesto, il mare agitato e tempestoso e farlo apparire pieno di navi. Vepar può far morire gli uomini in tre giorni putrefacendo piaghe e ferite, facendo sì che i vermi vi si riproducano, ma se richiesto dal mago può guarirli immediatamente. Vepar è raffigurato come una sirena.
Vual (anche Uvall, Voval, Vreal, Wal, Wall) è un potente Gran Duca dell'Inferno, al comando di trentasette legioni di demoni. Dona l'amore delle donne, crea amicizia tra amici e nemici e racconta cose passate, presenti e future. Vual è raffigurato come un dromedario che dopo un po' si trasforma in un uomo e parla la lingua egizia, ma non perfettamente, con una voce profonda.
Crocell (chiamato anche Crokel o Procell) è il 49° spirito della Goetia, che si manifesta come un angelo con la tendenza a parlare in modi oscuri e misteriosi. Un tempo membro dei Poteri, ora è un Duca dell'Inferno che governa 48 legioni di demoni. Quando viene evocato da un mago, può insegnare geometria e altre scienze liberali. Può anche riscaldare specchi d'acqua, creare l'illusione del suono delle acque che scorrono e rivelare la posizione dei bagni naturali.
Allocer (anche Alocer, Alloces) è un demonio il cui titolo è Gran Duca dell'Inferno e che ha trentasei legioni di demoni sotto il suo comando. Induce le persone all'immoralità e insegna arti e tutti i misteri del cielo. È descritto da Johann Weyer come se apparisse sotto forma di un cavaliere in groppa a un enorme cavallo. Il suo volto ha caratteristiche leonine; ha una carnagione rubiconda e occhi ardenti; e parla con molta gravità. Si dice che insegni astronomia e arti liberali. Allocer è spesso raffigurato a cavallo di un cavallo con gambe di drago.
(Duca/Conte) Murmur (anche Murmus, Murmuur, Murmux) è un Gran Duca e Conte dell'Inferno e ha trenta legioni di demoni sotto il suo comando. Insegna filosofia e può obbligare le anime dei defunti a comparire davanti al mago per rispondere a ogni domanda desiderata. Murmur è raffigurato come un soldato che cavalca un avvoltoio o un grifone e indossa una corona ducale. Due dei suoi ministri lo precedono emettendo suoni di tromba. "Murmur" in latino significa rumore, sussurro, mormorio e suono di tromba.
Gremory (anche Gamory, Gemory o Gomory) è un potente Duca dell'Inferno che governa ventisei legioni di demoni. Racconta tutto del passato, del presente e del futuro, dei tesori nascosti e procura l'amore di donne, giovani e vecchie, ma soprattutto fanciulle. È raffigurato come una bella donna con la corona di una duchessa legata intorno alla vita e che cavalca un cammello.
Vapula (anche Naphula) è un potente Gran Duca dell'Inferno che comanda trentasei legioni di demoni. Insegna filosofia, meccanica e scienze. Vapula è raffigurato come un leone con ali di grifone.
Flauros (anche Flavros, Hauras, Haures, Havres) è un potente Gran Duca dell'Inferno, con trentasei (venti secondo la Pseudomonarchia Daemonum) legioni di demoni sotto il suo governo. Dà risposte vere su tutte le cose passate, presenti e future, ma prima deve essere comandato di entrare in un triangolo magico perché altrimenti mentirà, ingannerà il mago e lo ingannerà in altri affari. Ma se entra nel triangolo risponderà sinceramente e parlerà volentieri della divinità, della creazione del mondo, di se stesso e di altri angeli caduti. Può anche distruggere tutti i nemici del mago bruciandoli. Se il mago lo richiede, non soffrirà tentazioni da nessuno spirito o in nessuna forma. Comunemente le persone lo rappresentano come un leopardo umanoide con grandi artigli. Flauros è raffigurato come un terribile e forte leopardo che, su richiesta del mago, si trasforma in un uomo con occhi infuocati e un'espressione orribile. Si suppone che Flauros possa anche essere invocato quando un mortale desidera vendicarsi di altri demoni. Ciò è probabilmente incluso nella sua capacità di distruggere i nemici del mago.
Dantalion (o Dantalian) è un potente Gran Duca dell'Inferno, con trentasei legioni di demoni sotto il suo comando; è il 71° dei 72 spiriti di Salomone. Insegna tutte le arti e le scienze, e dichiara anche il consiglio segreto di chiunque, dato che conosce i pensieri di tutte le persone e può cambiarli a suo piacimento. Può anche causare amore e mostrare la somiglianza di qualsiasi persona, mostrarla per mezzo di una visione, e lasciarli essere in qualsiasi parte del mondo desiderino. È raffigurato come un uomo con molte apparenze, il che significa i volti di tutti gli uomini e le donne. Ci sono anche molte raffigurazioni in cui si dice che tenga un libro in una delle sue mani:

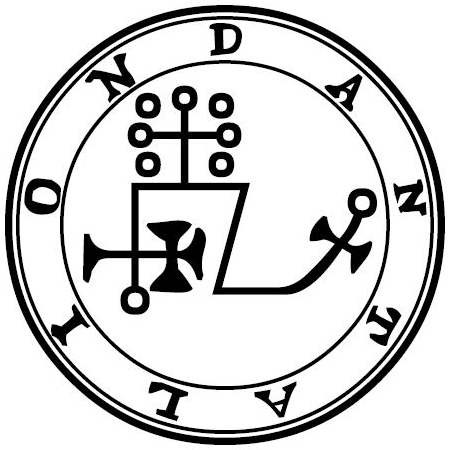
Il sigillo di Dantalion come raffigurato nella Piccola Chiave di Salomone

Il Settantunesimo Spirito è Dantalion. È un Duca grande e potente, che appare sotto forma di un uomo con molti volti, tutti maschili e femminili; e ha un libro nella mano destra. Il suo compito è insegnare tutte le arti e le scienze a chiunque e rivelare i consigli segreti di chiunque, perché egli conosce i pensieri di tutti gli uomini e le donne e può cambiarli a suo piacimento. Egli può causare Amore e mostrare la Similitudine di qualsiasi persona, e mostrarlo attraverso una Visione, in qualunque parte del Mondo si trovino. Egli governa 36 Legioni di Spiriti; e questo è il suo Sigillo, che indossi, ecc.— Piccola Chiave di Salomone

### Principi

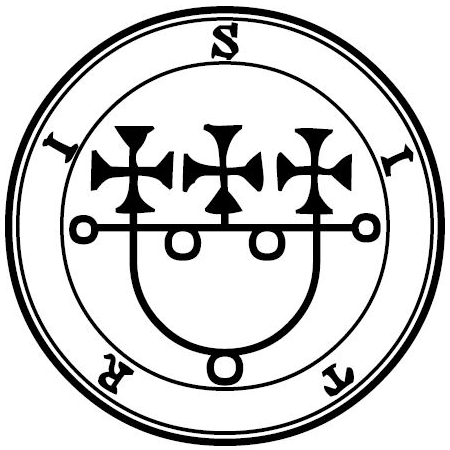
Il sigillo di Sytry
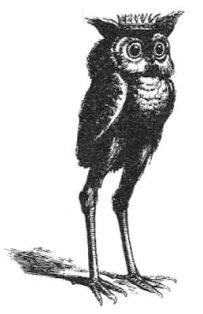
Stolas come illustrato da Louis Le Breton nel Dizionario infernale
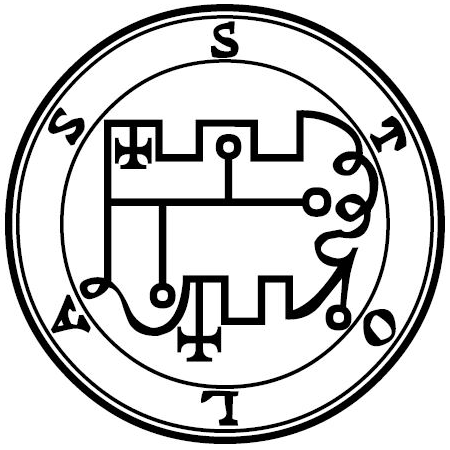
Il sigillo di Stolas
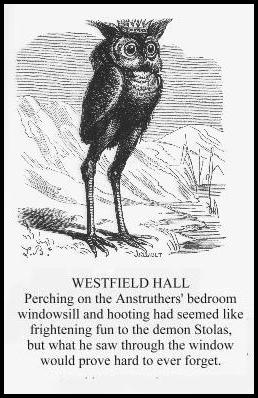
Una descrizione del demonio Stolas, illustrata da Louis Le Breton
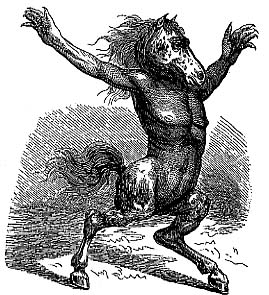
Una delle prime immagini xilografiche di Orobas
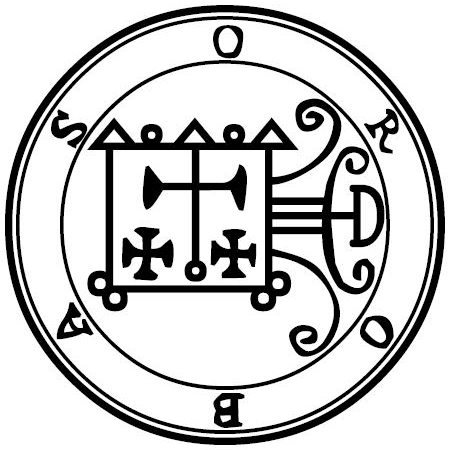
Il sigillo di Orobas

Vassago (anche Vasago, Usagoo) è un potente Principe dell'Inferno (vedi Gerarchia dei demoni), che governa su ventisei legioni di demoni. Può essere persuaso a raccontare al mago eventi passati e futuri, può scoprire cose nascoste e perdute e ha una natura "buona". Una descrizione parziale tratta dalla Piccola Chiave di Salomone è la seguente: "Il Terzo Spirito è un Principe potente, della stessa natura di Agares. È chiamato Vassago. Questo Spirito è di Buona Natura e il suo ufficio è di dichiarare cose Passate e Venute e di scoprire tutte le cose Nascoste o Perdute". Secondo il Liber Officium Spirituum, si manifesta come un angelo.
Sitri (anche scritto Bitru, Sytry) è un Grande Principe dell'Inferno e regna su sessanta legioni di demoni. Fa sì che gli uomini amino le donne e viceversa e può far sì che le persone si denudino se lo desiderano. È raffigurato con il volto di un leopardo e le ali di un grifone, ma su richiesta del mago si trasforma in un uomo molto bello.
(Conte/Principe) Ipos (anche Aiperos, Ayperos, Ayporos, Ipes) è un conte e potente principe dell'Inferno che ha trentasei legioni di demoni sotto il suo comando. Conosce e può rivelare tutte le cose, passate, presenti e future. Può rendere gli uomini arguti e coraggiosi. È comunemente raffigurato con il corpo di un angelo con la testa di un leone, la coda di una lepre e le zampe di un'oca, meno frequentemente nella stessa forma ma con il corpo di un leone e raramente come un avvoltoio.
(Principe/Presidente) Gaap (anche Goap, Tap) è un potente principe e grande presidente dell'Inferno, al comando di sessantasei legioni di demoni. Egli è, secondo la Piccola Chiave di Salomone, il re e principe della regione meridionale dell'Inferno e della Terra, e secondo la Pseudomonarchia Daemonum il re della regione occidentale e potente quanto Beleth, ma per entrambi è la guida dei quattro re (gli altri sono Ziminiar, Corson e Amaymon, sebbene alcune traduzioni della Piccola Chiave di Salomone considerino Belial, Beleth, Asmodai e Gaap, senza fornire dettagli sul punto cardinale che governano). Si dice che sia meglio evocato per apparire quando il Sole è in un segno zodiacale meridionale. Gaap insegna filosofia e tutte le scienze liberali, può causare amore o odio e rendere gli uomini insensibili e invisibili, liberare i familiari dalla custodia di altri maghi, insegna come consacrare quelle cose che appartengono al dominio di Amaymon, il suo re (c'è una contraddizione qui, vedi sopra), dà risposte vere riguardo al passato, al presente e al futuro, e può trasportare e ri-trasportare uomini e cose rapidamente da una nazione all'altra a volontà dell'evocatore. Secondo alcuni autori può rendere gli uomini ignoranti. Secondo Pseudomonarchia Daemonum, alcuni negromanti lo onorano con sacrifici e offerte ardenti. È raffigurato in forma umana.
Stolas (noto anche come Stolos, Stoppas e Solas) è "un Gran Principe dell'Inferno, comanda ventisei legioni di demoni. Insegna astronomia ed è esperto di erbe, piante e pietre preziose. È spesso raffigurato come un corvo o un gufo coronato con lunghe gambe".
Orobas è un Gran Principe dell'Inferno molto potente, con venti legioni di demoni sotto il suo controllo. Si suppone che dia risposte vere su cose passate, presenti e future, divinità e la creazione del mondo; conferisce anche dignità e prelazie e il favore di amici e nemici. Orobas è fedele al mago, non permette che alcuno spirito lo tenti e non inganna mai nessuno. È raffigurato come un cavallo che si trasforma in un uomo su richiesta del mago. Il nome potrebbe derivare dal latino "orobias", un tipo di incenso.
Seir (noto anche come Seire, Seere o Sear) è un Principe dell'Inferno con 26 legioni di demoni sotto il suo comando. Può andare in qualsiasi luogo della terra in pochi secondi per realizzare la volontà del mago, portare abbondanza, aiutare a trovare tesori nascosti o a rapinare, e non è un demonio malvagio ma di buona natura, essendo per lo più indifferente alla malvagità. È raffigurato come un uomo che cavalca un cavallo alato e si dice che sia bellissimo.

### Marchesi
Gamigin (anche Gamygin, Gamigm o Samigina) è un Gran Marchese dell'Inferno che governa oltre trenta legioni di demoni. Insegna tutte le scienze liberali e dà un resoconto delle anime di coloro che morirono nel peccato e che annegarono nel mare, parlando con voce roca. Risponde anche a ciò che gli viene chiesto e rimane con il mago finché non sono soddisfatti. Gamigin è raffigurato come un piccolo cavalloref name="pseudo" /> o un asino, che cambia forma in un uomo su richiesta del mago.
Aamon (o Amon, Nahum) è un Marchese dell'Inferno che governa quaranta legioni infernali. Appare come un lupo con la coda di serpente che può sputare fuoco, o come un uomo con la testa di corvo, a volte raffigurato con denti canini. Racconta di tutte le cose passate e future. Procura faide e riconcilia controversie tra amici e nemici.
Leraje (anche Leraie, Leraikha, Leraye, Loray, Oray) è un potente Gran Marchese dell'Inferno che ha trenta legioni di demoni sotto il suo potere. Causa grandi battaglie e dispute e provoca ferite da gangrena causate da frecce. È raffigurato come un arciere galante e affascinante vestito di verde, che porta un arco e una faretra.
Il demonio Naberius (anche Naberus, Nebiros e Cerberus, Cerbere) è stato menzionato per la prima volta da Johann Weyer nel 1583. Si suppone che sia il più valoroso Marchese dell'Inferno e ha diciannove legioni di demoni sotto il suo comando. Rende gli uomini astuti in tutte le arti, ma soprattutto nella retorica, parlando con voce roca. Restituisce anche dignità e onori perduti, sebbene secondo Johann Weyer ne procuri la perdita. Naberius appare come un cane a tre teste o un corvo. Ha una voce rauca ma si presenta come eloquente e amabile. Insegna l'arte di vivere con grazia. È raffigurato come un corvo o una gru nera. Per quanto riguarda il suo nome, non è chiaro se vi sia un'associazione con il Cerbero della mitologia greca. Si dice che nel 1583 Johann Weyer li considerasse entrambi lo stesso demonio. Ha affermato:
Naberio [Naberus], alias Cerbero, è un valoroso marchese, che si mostra sotto forma di un corvo quando parla con voce roca: rende l'uomo amabile e astuto in tutte le arti, e specialmente nella retorica, procura la perdita di prelazie e dignità: diciannove legioni lo ascoltano (e gli obbediscono).
(Marchese/Conte) Ronové (anche Ronove, Roneve, Ronwe) è un marchese e Gran Conte dell'Inferno, al comando di venti legioni di demoni. Insegna retorica, lingue e dà servi buoni e leali e il favore di amici e nemici. È descritto come un mostro che tiene un bastone, senza dettagliare il suo aspetto.

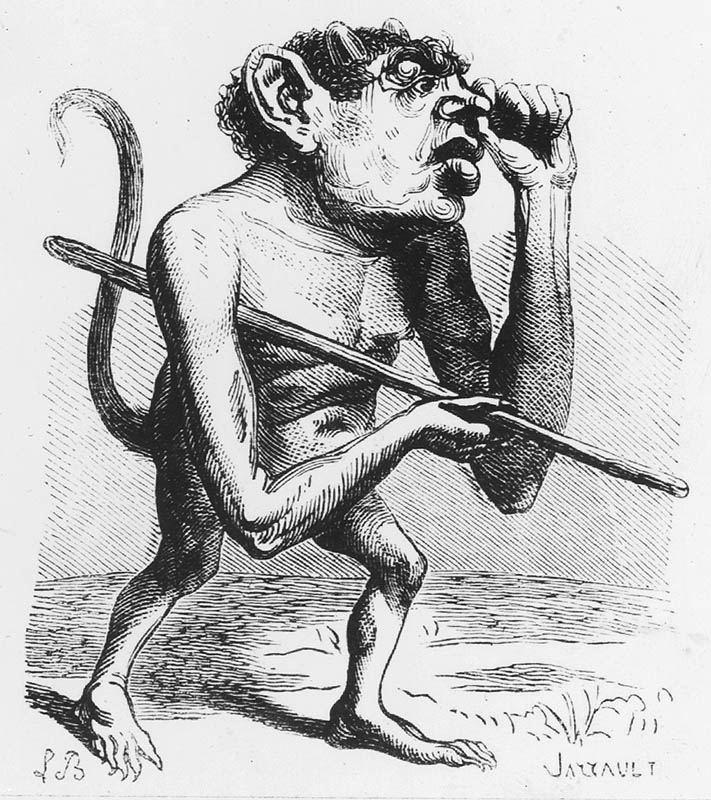
Ronové come raffigurato nel Dizionario infernale

È anche descritto come un raccoglitore di vecchie anime; spesso viene sulla terra per raccogliere le anime di umani decrepiti e animali prossimi alla morte.
Forneus è un Gran Marchese dell'Inferno e ha ventinove legioni di demoni sotto il suo governo. Insegna retorica e lingue, dà agli uomini un buon nome e li fa amare dai loro amici e nemici. È raffigurato come un grande mostro marino. Il suo nome sembra derivare dal latino "fornus", "furnus": "forno".
Marchosias (anche Marchocias) è un potente Gran Marchese dell'Inferno, al comando di trenta legioni di demoni. È un combattente forte ed eccellente e molto affidabile per l'evocatore, dando risposte vere a tutte le domande. Marchosias sperava dopo 1200 anni di tornare in paradiso con gli angeli non caduti, ma viene ingannato in quella speranza. È raffigurato come un lupo con forma umana e ali da grifone e coda da serpente, che su richiesta cambia forma in un uomo. Il nome Marchosias deriva dal tardo latino marchio, "marquis".
 Phenex (anche Pheynix, Phoenix, Phoeniex) è un Gran Marchese dell'Inferno e ha venti legioni di demoni sotto il suo comando. Insegna tutte le scienze meravigliose, è un poeta eccellente ed è molto obbediente all'evocatore. Phenex spera di tornare in Paradiso dopo 1.200 anni, ma viene ingannato in questa speranza. È raffigurato come una fenice, che canta dolci note con la voce di un bambino, ma l'evocatore deve avvertire i suoi compagni (perché non deve essere solo) di non ascoltarli e chiedergli di assumere forma umana, cosa che il demonio presumibilmente fa dopo un certo lasso di tempo. La Pseudomonarchia Daemonum di Johann Weyer descrive questo spirito come segue:

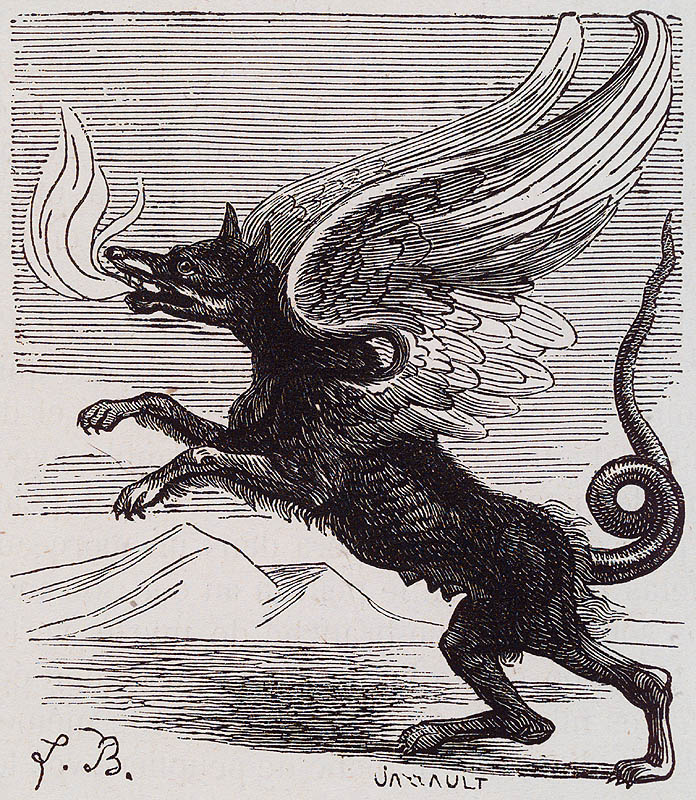
Marchosias come raffigurato nel Dizionario infernale

Phoenix è un grande marchese, che appare come l'uccello fenice, con una voce da bambino: ma prima di fermarsi davanti al mago, canta molte note dolci. Quindi l'esorcista con i suoi compagni deve stare attento a non dare ascolto alla melodia, ma deve dirgli subito di assumere una forma umana; allora parlerà di cose meravigliose di tutte le scienze meravigliose. È un poeta eccellente e obbediente, spera di tornare al settimo trono dopo milleduecento anni e governa venti legioni.
 Sabnock (anche scritto Sab Nac, Sabnac, Sabnach, Sabnack, Sabnacke, Salmac e Savnock) è un potente Gran Marchese dell'Inferno, che ha 50 legioni di demoni sotto il suo comando. Costruisce alte torri, castelli e città, fornendole di armi, munizioni, ecc., e può affliggere gli uomini per diversi giorni rendendo le loro ferite e piaghe gangrenose o riempiendole di vermi.
Sabnock è raffigurato come un soldato con armatura e armi, la testa di un leone e che cavalca un cavallo pallido.
 Shax (anche scritto Chax, Shan, Shass, Shaz e Scox) è un Gran Marchese dell'Inferno e ha potere su 30 legioni di demoni su cavalli malvagi. Toglie la vista, l'udito e la comprensione a qualsiasi persona su richiesta del mago e ruba denaro dalle case dei re, riportandolo alla gente. Ruba anche cavalli e tutto ciò che il mago chiede. Shax può anche scoprire cose nascoste se non sono tenute da spiriti maligni. Non dovrebbe essere disturbato troppo spesso. Si pensa che Shax sia fedele e obbediente, ma è un grande bugiardo e ingannerà il mago a meno che non sia obbligato a entrare in un triangolo magico disegnato sul pavimento. Quindi parlerà meravigliosamente e dirà la verità. Sa quando vengono dette bugie e le usa per impartire lezioni. È raffigurato come una cicogna che parla con una voce roca ma sottile; la sua voce cambia in una bellissima una volta che entra nel triangolo magico.
 Orias (scritto anche Oriax) è un Gran Marchese dell'Inferno e ha trenta legioni di demoni sotto il suo comando. Conosce e insegna le virtù delle stelle e le dimore dei pianeti (l'influenza di ogni pianeta a seconda del segno zodiacale in cui si trova in un momento specifico e l'influenza di quel segno su un individuo a seconda di come lo zodiaco era configurato al momento della sua nascita o al momento di porre una domanda all'astrologo); conferisce anche dignità, prelazie e il favore di amici e nemici e può trasformare un uomo in qualsiasi forma.
 Andras è un Gran Marchese dell'Inferno, con al suo comando trenta legioni di demoni. Semina discordia tra le persone. Secondo la Goetia, Andras era un Gran Marchese dell'Inferno, che appariva con il corpo di un angelo alato e la testa di un gufo o di un corvo, cavalcando un forte lupo nero e brandendo una spada affilata e luminosa. È il 63° dei 72 spiriti di Salomone. Andras era considerato un demonio altamente pericoloso, che poteva uccidere il mago evocatore e i suoi assistenti se non venivano prese precauzioni.

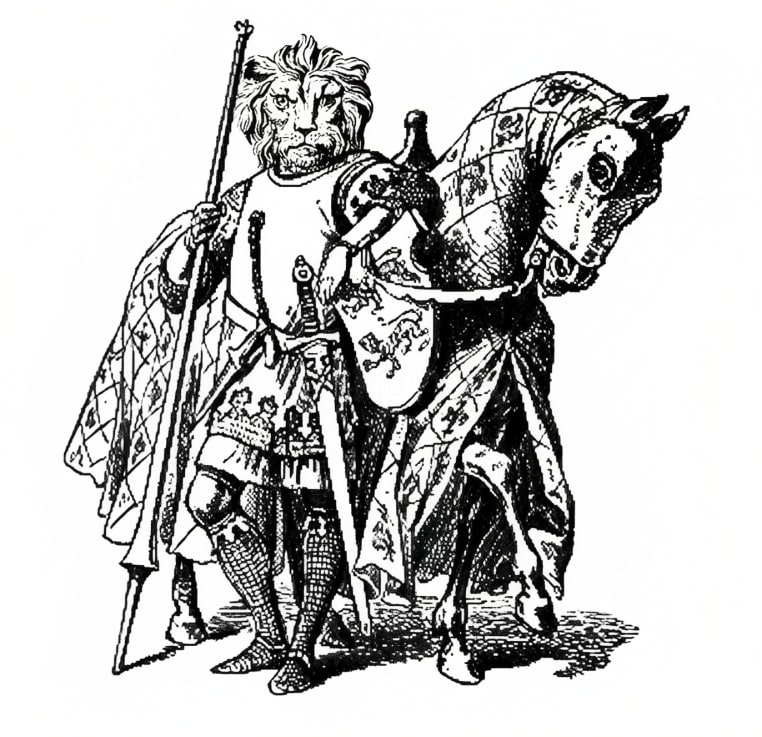
Sabnock

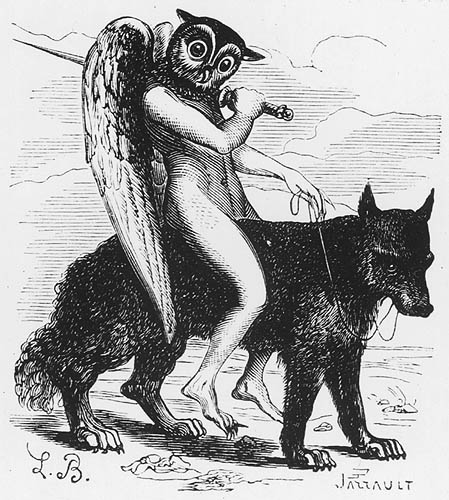
Andras come raffigurato nel Dizionario infernale, edizione del 1863

Johann Wier, nel suo Pseudomonarchia Daemonum, dice di Andras: 
Andras è un grande marchese, e sembra in forma di angelo con una testa come un corvo notturno nero, cavalcando un lupo nero e molto forte, fiorendo con una spada affilata nella sua mano, può uccidere il padrone, il servo e tutti gli assistenti, è autore di discordie e governa trenta legioni 
Un altro demonologo, Collin de Plancy, menziona anche Andras nei suoi scritti:
Gran Marchese dell'Inferno. Sembra avere il corpo di un angelo e la testa di un gufo dei boschi, e cavalcare un lupo nero e portare in mano una sciabola appuntita. Insegna a coloro che favorisce a uccidere i loro nemici, padroni e servi. Suscita guai e dissensi. Comanda trenta legioni.
Andrealphus (anche Androalphus) appare come il 54° demonio nel tomo di Johann Weyer sulla demonologia Pseudomonarchia Daemonum ed è descritto come un grande marchese con l'aspetto di un pavone che solleva grandi rumori e insegna astronomia, e quando è in forma umana insegna anche geometria in modo perfetto. È anche descritto come colui che governa trenta legioni e come colui che ha la capacità di trasformare qualsiasi uomo in un uccello. Andrealphus appare anche come il 65° demonio nella Goetia dove viene descritto con tratti simili, ma includendo anche la capacità di rendere gli uomini acuti in tutte le cose pertinenti alla misurazione, tra le altre cose. È anche conosciuto in alternativa come Adrammelech.
 Kimaris (conosciuto anche con i nomi alternativi Cimeies, Cimejes e Cimeries) è più ampiamente conosciuto come il 66° demonio della prima parte del Lemegeton (comunemente noto come Ars Goetia). È descritto come un guerriero che cavalca un bel cavallo nero e possiede le capacità di localizzare tesori perduti o nascosti, insegnare il "trivio" (grammatica, logica e retorica) e trasformare un uomo in un guerriero a sua immagine. Ha il grado di marchese ed è servito da 20 legioni. Governa anche tutti gli spiriti dell'Africa. Una descrizione molto simile si trova nel testo precedente del catalogo dei demoni di Johann Weyer, Pseudomonarchia Daemonum (pubblicato nel 1563). Ancora prima c'è il Manuale di Monaco di negromanzia: Clm 849 (pubblicato da Richard Kieckhefer, come Forbidden Rites: a necromancer's manual of the 15th century 1998) che elenca un'entità di nome Tuvries con caratteristiche molto simili, tranne per il fatto che ha 30 legioni di servitori e può far sì che una persona attraversi rapidamente mari e fiumi. Molto probabilmente, Tuvries è una trascrizione errata di Cymries. Kimaris, come Cimeries, si trova anche nell'elenco dei nomi infernali di Anton LaVey, sebbene non si sappia perché LaVey abbia scelto Kimaris come uno dei relativamente pochi demoni Goetici inclusi. Aleister Crowley, in 777, dà a Kimaris la grafia ebraica KYMAVR e lo attribuisce al quattro di denari e al terzo decano del Capricorno di notte. KYMAVR può alludere a "Khem-our" (luce nera), una forma di Horus menzionata nella Dottrina Segreta di H. P. Blavatsky. Nel Sepher Sephiroth, è elencato come KYTzAVR, con una gematria di 327, sebbene KYMAVR=277. Poiché Tzaddi=90, che è anche Mem scritto per intero, la sostituzione gematrica può essere deliberata o cieca. Nel manoscritto Harleian 6482, intitolato "The Rosie Crucian Secrets" (stampato dalla Aquarian Press, 1985), il dott. Rudd elenca Cimeries come il 26° spirito utilizzato dal re Solomone.
La prima menzione di Chamariel si trova nel Trattato gnostico di Rossi (vedi Meyer e Smith, Ancient Christian Magic). È probabile che la prima menzione di Kimaris sia anche copta, trovata nel manoscritto orientale di Londra 6796 dove appare il nome "Akathama Chamaris" (Meyer e Smith). In questo testo, l'entità in questione non sembra essere malvagia; piuttosto, viene definita uno spirito aiutante divino. Il Dictionary of Satanism di Baskin ipotizza che Cimeries derivi dai Cimmeri, un popolo guerriero menzionato nelle opere di diversi autori classici come abitante totalmente nell'oscurità. È anche possibile che Cimeries derivi da Chimaira, il leone-capra-serpente a tre teste e sputafuoco che alla fine divenne uno dei guardiani degli inferi. C'è un precedente, considerando che l'innocua fenice è anche demonizzata nella Goetia.
Decarabia (chiamato anche Carabia) è un demonio e, secondo la Piccola Chiave di Salomone, un Gran Marchese dell'Inferno, o un Re e Conte secondo la versione latina originale della Pseudomonarchia Daemonum (questi sono stati in qualche modo omessi dalla traduzione inglese di Reginald Scot). Ha trenta legioni di demoni sotto il suo comando. Decarabia conosce le virtù di tutte le erbe e delle pietre preziose, e può trasformarsi in tutti gli uccelli e cantare e volare come loro davanti al mago. È raffigurato come una stella pentagramma, che si trasforma in un uomo su richiesta del mago.

### Conti
Furfur (anche Furtur ) è un potente Gran Conte dell'Inferno, essendo il sovrano di ventisei legioni di demoni. È un bugiardo, a meno che non sia costretto a entrare in un triangolo magico, dove dà risposte vere a ogni domanda, parlando con voce roca. Furfur provoca l'amore tra un uomo e una donna, crea tempeste, burrasche, tuoni, fulmini e raffiche, e insegna cose segrete e divine. È raffigurato come un cervo o un cervo alato, e anche come un angelo. "Furfur" o "furfurēs" in latino significa "crusca". Tuttavia, sembra più probabile che il nome sia una corruzione di "Furcifer", la parola latina che significa "mascalzone". Un po' meno probabile, considerando il contesto, ma comunque possibile, è che il nome derivi da "fūr", che in latino significa "ladro".
Malthus (anche Halphas, Malthas o Malthous) è un conte dell'Inferno, al comando di 26 legioni di demoni, e si dice che abbia una voce roca quando parla. Viene spesso raffigurato con la forma di una cicogna. Malthus costruisce torri e le riempie di munizioni e armi, diventando una specie di armaiolo. È un principe dell'Inferno. Si dice anche che invii le sue legioni in battaglia o in luoghi designati dai demoni superiori.
Raum (anche Raim, Raym, Räum) è un Grande Conte dell'Inferno, che governa trenta legioni di demoni. È raffigurato come un corvo che assume forma umana su richiesta di chi lo invoca. Raum ruba tesori dalle case dei re, li porta dove vuole e distrugge città e dignità umane (si dice che nutra un grande disprezzo per le dignità). Raum può anche predire il passato, il presente e il futuro, riconciliare amici e nemici e invocare l'amore.
Bifrons (anche Bifrovs, Bifröus, Bifronze) è un demonio, Conte dell'Inferno, con sei legioni di demoni sotto il suo comando. Insegna scienze e arti, le virtù delle gemme e dei legni, le erbe e sposta i cadaveri dalle loro tombe originali ad altri luoghi, talvolta posizionando sulle tombe luci magiche che sembrano candele. Appare come un mostro ma poi cambia la sua forma in quella di un uomo. L'origine del nome è il dio romano Giano . 
Andromalius è un potente Gran Conte dell'Inferno, con trentasei legioni di demoni al suo servizio. Può riportare indietro sia un ladro che la refurtiva, punire tutti i ladri e le altre persone malvagie e scoprire tesori nascosti, ogni malvagità e ogni comportamento disonesto. Andromalio è raffigurato come un uomo che tiene in mano un grande serpente.

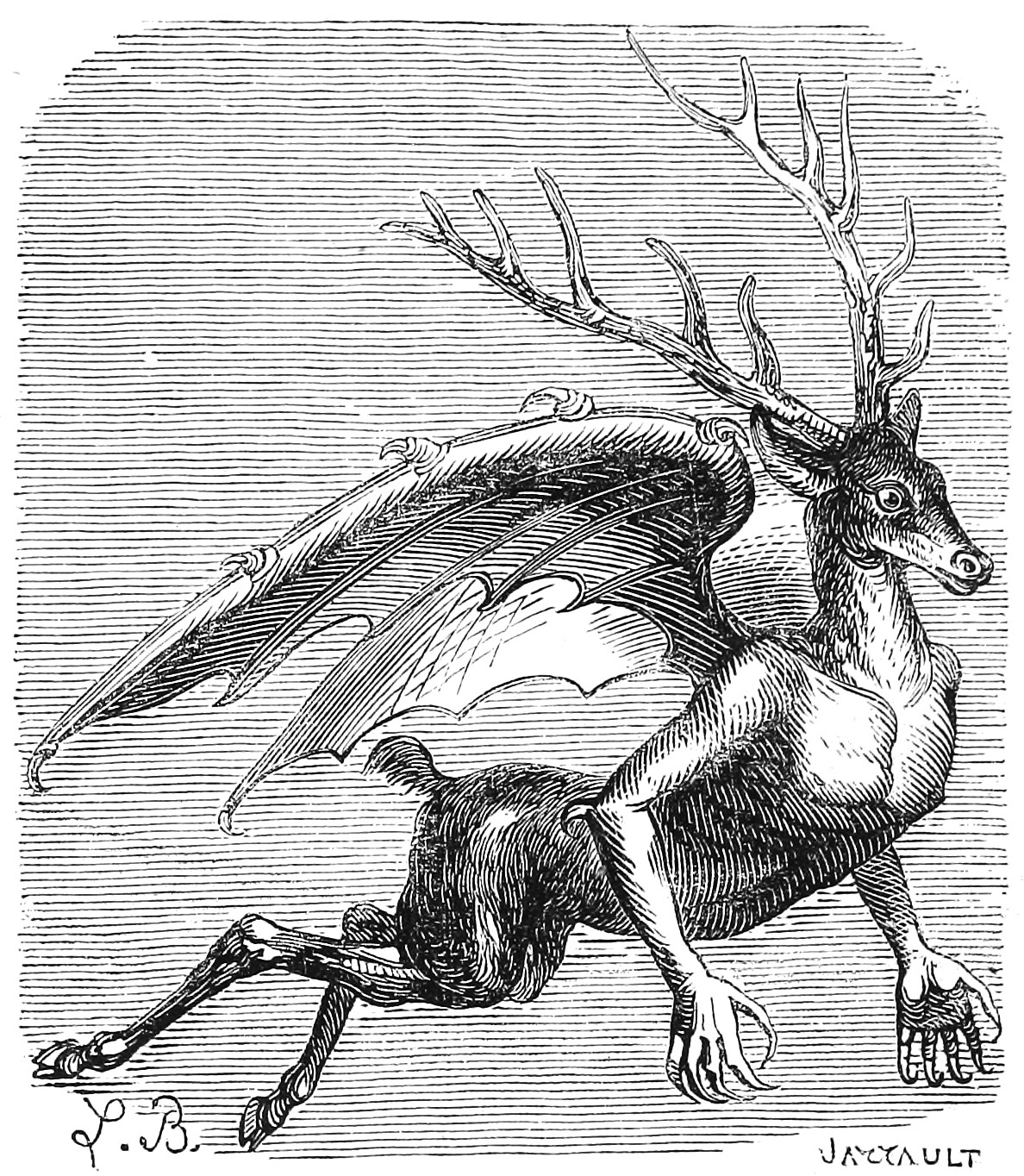
Furfur come raffigurato nel Dizionario infernale

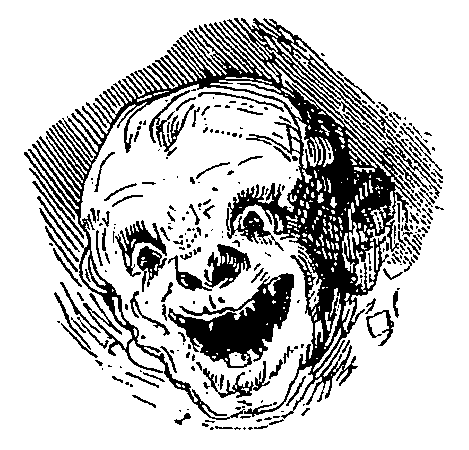
Bifrons come raffigurato nel Dizionario infernale, edizione del 1863

Il settantaduesimo Spirito dell'Ordine si chiama Andromalius. È un conte, grande e potente, che appare sotto forma di un uomo che tiene in mano un grande serpente. Il suo compito è quello di riportare indietro un ladro e i beni rubati, di scoprire ogni malvagità e ogni attività illecita, di punire tutti i ladri e le altre persone malvagie e anche di scoprire i tesori nascosti. Egli governa 36 Legioni di Spiriti. Il suo sigillo è questo, che indossi come sopra detto, ecc.— La Piccola Chiave di Salomone

### Cavalieri
Furcas (anche Forcas) è un cavaliere dell'Inferno e governa 20 legioni di demoni. Insegna filosofia, astronomia, retorica, logica, chiromanzia e piromanzia. Furcas è raffigurato come un uomo anziano e forte, con i capelli bianchi e una lunga barba bianca, che cavalca un cavallo mentre impugna un'arma affilata (un forcone).

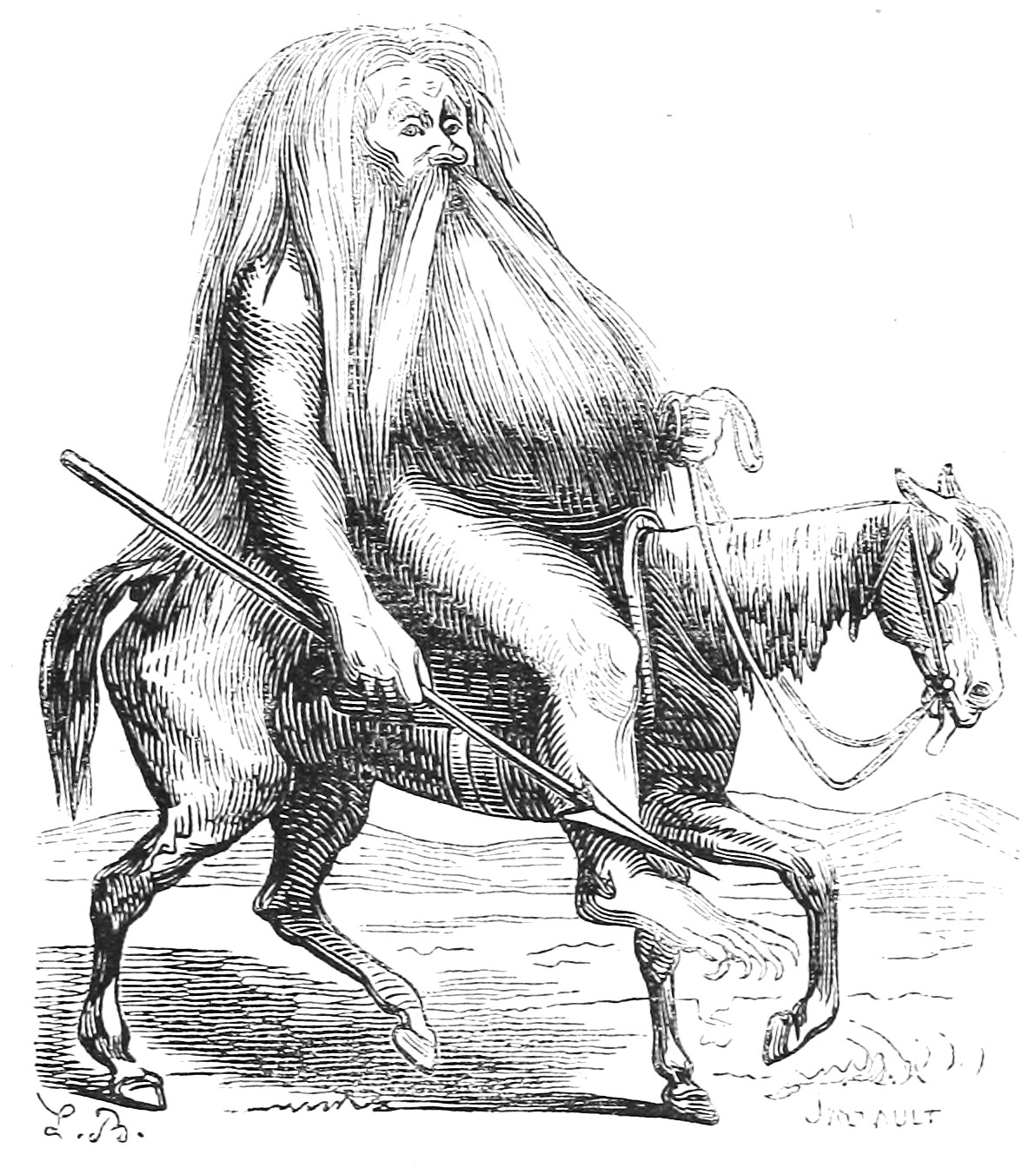
Furcas come raffigurato nel Dizionario infernale

 L'etimologia del suo nome può derivare dal termine latino furca, che significa forchetta, o dal greco-romano che significa anche sepolcro (tomba).

### Presidenti

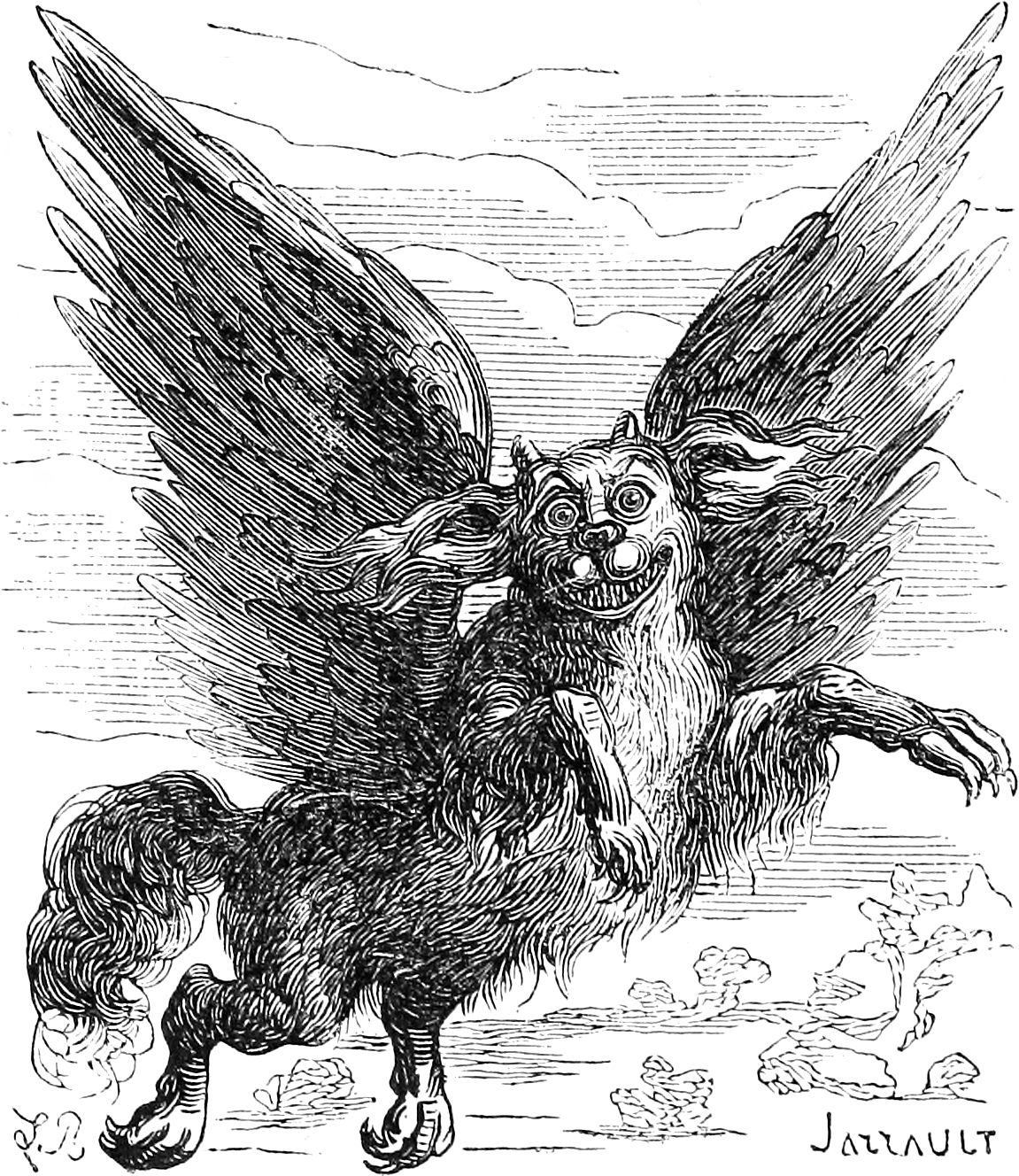
Glasya-Labolas come raffigurato nel Dizionario infernale, edizione del 1863

Marbas è descritto nell'Ars Goetia come un Grande Presidente dell'Inferno che governa trentasei legioni di demoni. Risponde sinceramente su cose nascoste o segrete, causa e guarisce malattie, insegna arti meccaniche e trasforma gli uomini in altre forme. È raffigurato come un grande leone che, su richiesta del mago, cambia forma in un uomo.
Buer è uno spirito che appare nel grimorio Pseudomonarchia Daemonum e nei suoi derivati, dove è descritto come un Grande Presidente dell'Inferno, con cinquanta legioni di demoni sotto il suo comando. Appare quando il Sole è in Sagittario. Buer insegna filosofia naturale e morale, logica e le virtù di tutte le erbe e le piante. Guarisce anche tutte le infermità, specialmente degli uomini. È raffigurato nella forma del Sagittario, che è come un centauro con arco e frecce. Inoltre, Louis Le Breton creò un'illustrazione di Buer, in seguito incisa da M. Jarrault, raffigurante il demonio con la testa di un leone e cinque zampe di capra che circondano il suo corpo per camminare in ogni direzione. L'etimologia del suo nome è incerta.

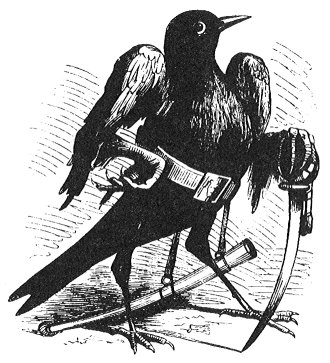
Camio in forma di uccello come raffigurato nel Dizionario infernale, edizione del 1863

(Conte/Presidente) Botis (o Otis) è un Grande Presidente e Conte dell'Inferno, al comando di sessanta legioni di demoni. Racconta di tutte le cose passate e future e riconcilia amici e nemici. È raffigurato come una brutta vipera, ma quando cambia forma, assume sembianze umane, con grandi denti e due corna. Quando è in forma umana porta in mano una spada affilata e lucente.
(Conte/Presidente) Morax (anche Foraii, Marax e Farax) è un Grande Conte e Presidente dell'Inferno, con trentasei legioni di demoni al suo comando. Insegna astronomia e tutte le altre scienze liberali. È raffigurato come un grande toro con la faccia di un uomo. È stato proposto che Morax sia imparentato con il Minotauro che Dante colloca all'Inferno (Canto XII). Vedi Fred Gettings, Dictionary of Demons (1988) Il suo nome sembra derivare dal latino morax, "che ritarda", "che ferma".
(Conte/Presidente) Glasya-Labolas (anche Caacrinolaas, Caassimolar, Classyalabolas, Glassia-labolis, Glasya Labolas, Gaylos-Lobos) è un potente Presidente dell'Inferno che comanda trentasei legioni di demoni. È l'autore di omicidi colposi e spargimenti di sangue, racconta tutte le cose passate e future, guadagna le menti e l'amore di amici e nemici causando amore tra loro se desiderato, incita omicidi e può rendere un uomo invisibile. È raffigurato come un cane con le ali di un grifone.
 Foras (in alternativa Forcas o Forrasis) è un potente Presidente dell'Inferno, obbedito da ventinove legioni di demoni. Non è da confondere con Furcas. Insegna logica ed etica in tutti i loro rami, le virtù di tutte le erbe e pietre preziose, può rendere un uomo spiritoso, eloquente, invisibile e longevo, e può scoprire tesori e recuperare cose perdute. È raffigurato come un uomo forte. Il suo nome sembra derivare dal latino foras ("fuori").
(S. L. MacGregor Mathers (1904))
Malphas è un potente Grande Presidente dell'Inferno, con quaranta legioni di demoni sotto il suo comando. Non è da confondere con Malthus. Costruisce case, torri alte e fortezze, abbatte gli edifici dei nemici, può distruggere i desideri o i pensieri dei nemici (e/o farli conoscere al mago) e tutto ciò che hanno fatto e può riunire rapidamente artigiani da ogni parte del mondo. Malphas accetta volentieri e gentilmente qualsiasi sacrificio offertogli, ma poi ingannerà il mago. È raffigurato come un corvo che dopo un po' o su richiesta cambia forma in un uomo e parla con voce roca.
Haagenti (anche Haage, Hage) è un Grande Presidente dell'Inferno, che governa trentatré legioni di demoni. Rende gli uomini saggi istruendoli in ogni materia, trasmuta tutti i metalli in oro e trasforma il vino in acqua e l'acqua in vino. Haagenti è raffigurato come un grande toro con le ali di un grifone, che si trasforma in un uomo su richiesta del mago.
Camio (anche Caim, Caym) appare in Ars Goetia, la prima parte della Piccola Chiave di Salomone come un Grande Presidente dell'Inferno, che governa su trenta legioni di demoni. Vengono offerti molti dettagli: è un buon disputatore, dà agli uomini la comprensione delle voci degli uccelli, del bestiame, dei cani e di altre creature, e anche del rumore delle acque, e dà risposte vere riguardo alle cose a venire. È raffigurato nelle illustrazioni occultiste del XIX e XX secolo come un uccello nero chiamato tordo, ma presto cambia la sua forma in un uomo che ha una spada affilata in mano. Quando risponde alle domande sembra stare su ceneri o carboni ardenti. È un demonio notturno che è più potente durante il mese di dicembre.
Ose (anche Osé, Oze, Oso, Voso) è un Grande Presidente dell'Inferno, che governa tre legioni di demoni. Rende gli uomini saggi in tutte le scienze liberali e dà risposte vere riguardo a cose divine e segrete; inoltre porta la follia a qualsiasi persona il mago desideri, facendogli credere di essere la creatura o la cosa che il mago desideri, o fa credere a quella persona di essere un re e di indossare una corona, o un papa. Ose è raffigurato come un leopardo che dopo un po' si trasforma in un uomo. Il suo nome sembra derivare dal latino os ("bocca"), o osor ("colui che aborrisce").
Amy (anche Avnas) è il 58° spirito, un Presidente dell'Inferno, e secondo la Pseudomonarchia daemonum di Johann Weyer:
 Valac (anche Ualac, Valak, Valax, Valu, Valic, Volac) è un potente Grande Presidente dell'Inferno, con trenta legioni di demoni sotto il suo comando. Si dice che Valac dia risposte vere sui tesori nascosti; rivela dove si possono vedere i serpenti e li consegna innocui al mago. Si dice che appaia come un piccolo povero ragazzo con ali d'angelo che cavalca un drago a due teste.